# Aleksandar Džikić
Aleksandar Džikić (in serbo Александар Џикић?; Belgrado, 23 marzo 1971) è un allenatore di pallacanestro serbo.

## Carriera
Dal 2011 al 2012 ha allenato il BC Lietuvos Rytas, venendo esonerato il 13 ottobre 2012. Vanta la vittoria nell'EuroChallenge 2010-2011 con il Krka Novo mesto.

## Palmarès

### Squadra
- Campionato sloveno: 4

Union Olimpija: 2007-2008
Krka Novo mesto: 2009-2010, 2010-2011, 2013-2014
- Coppa di Slovenia: 3

Union Olimpija: 2008
Krka Novo mesto: 2014, 2015
- Coppa del Montenegro: 2

Budućnost: 2018, 2022
- Coppa di Israele: 1

Hapoel Gerusalemme: 2023
- Supercoppa slovena: 3

Union Olimpija: 2008
Krka Novo mesto : 2010, 2014
- EuroChallenge: 1

Krka Novo mesto: 2010-2011
- Lega Adriatica: 1

Budućnost: 2017-2018
- Coppa di Lega israeliana: 1

Hapoel Gerusalemme: 2023

### Individuale
- Miglior allenatore della Ligat ha'Al: 1

Hapoel Gerusalemme: 2022-2023